# 12 Dywizja Zmechanizowana

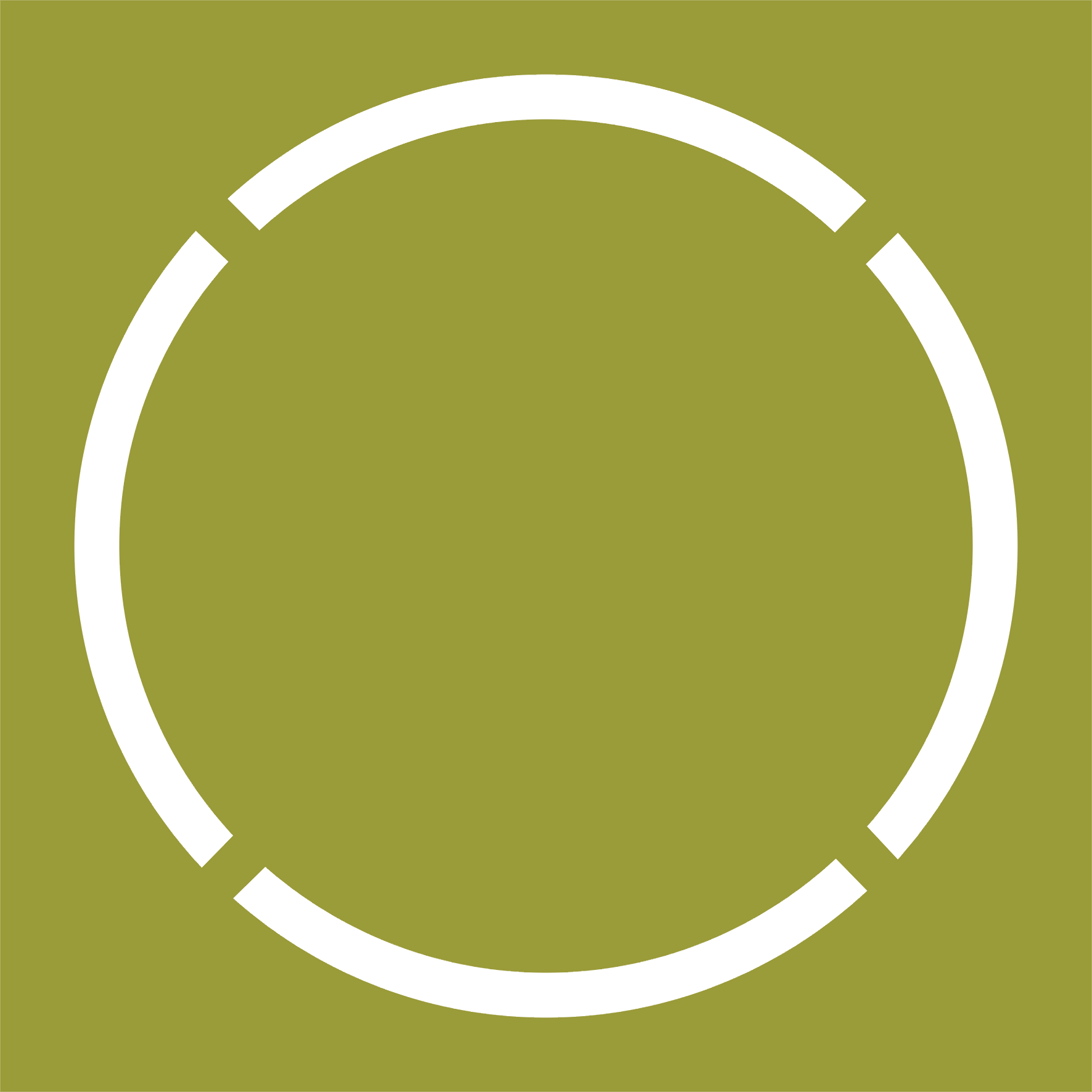
Znak na pojazdach dywizji w okresie PRL

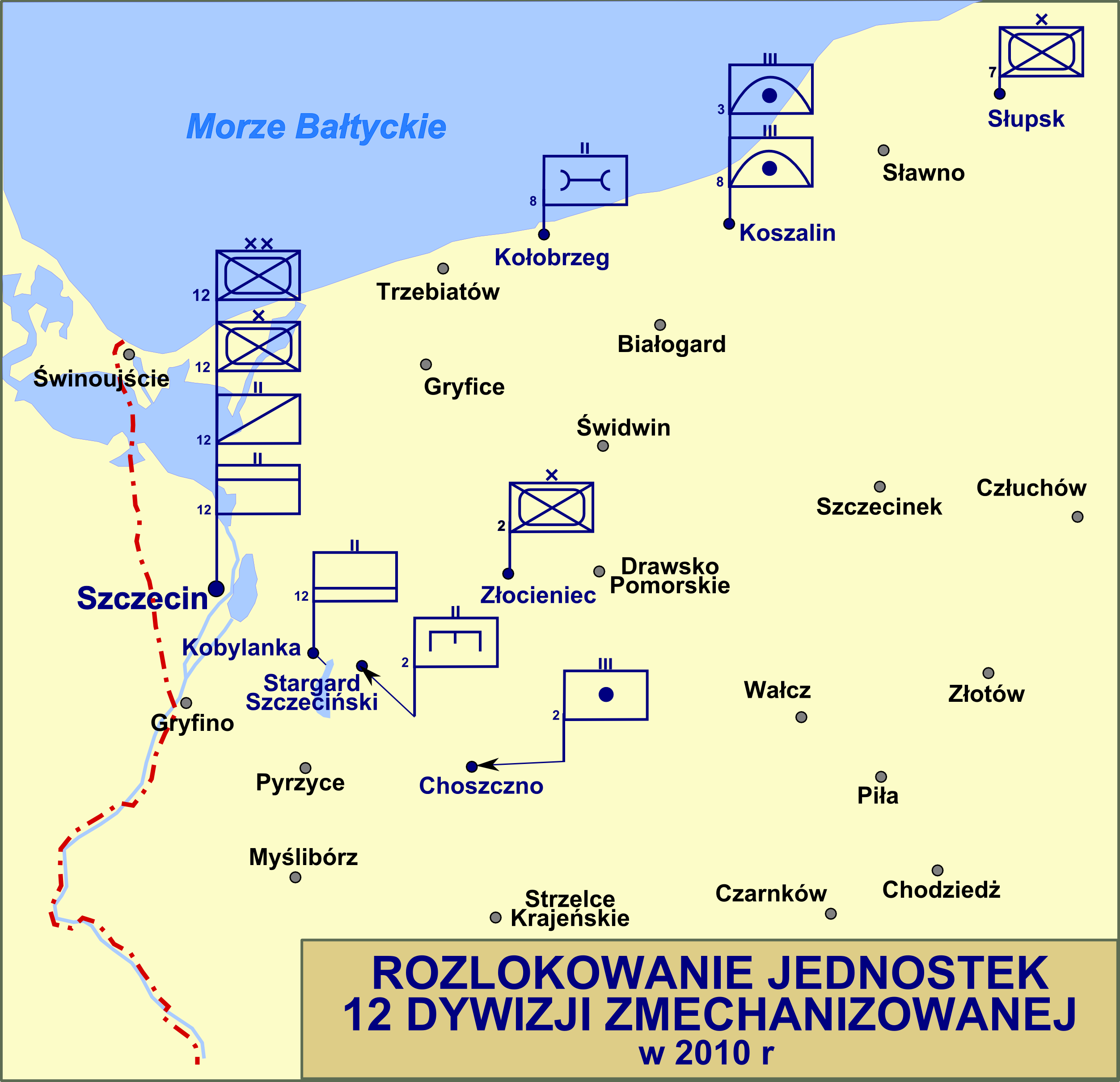
Rozlokowanie w 2010 roku

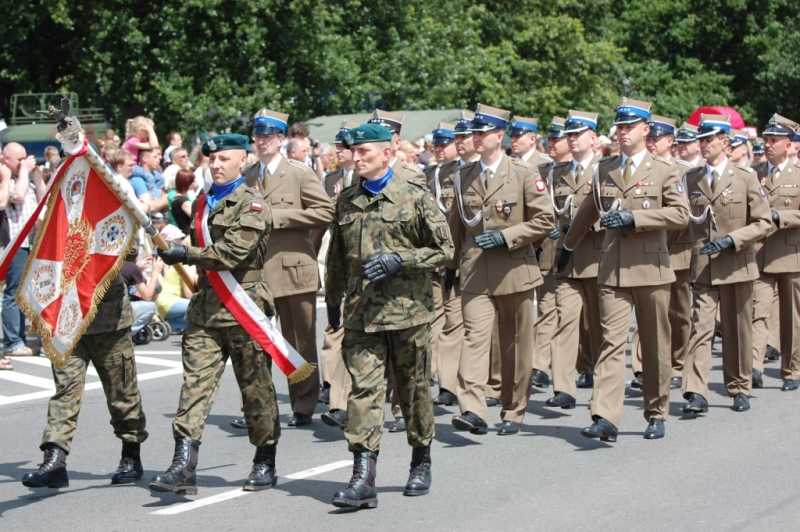
Święto 12 Dywizji Zmechanizowanej

Żołnierze 12 Dywizji Zmechanizowanej

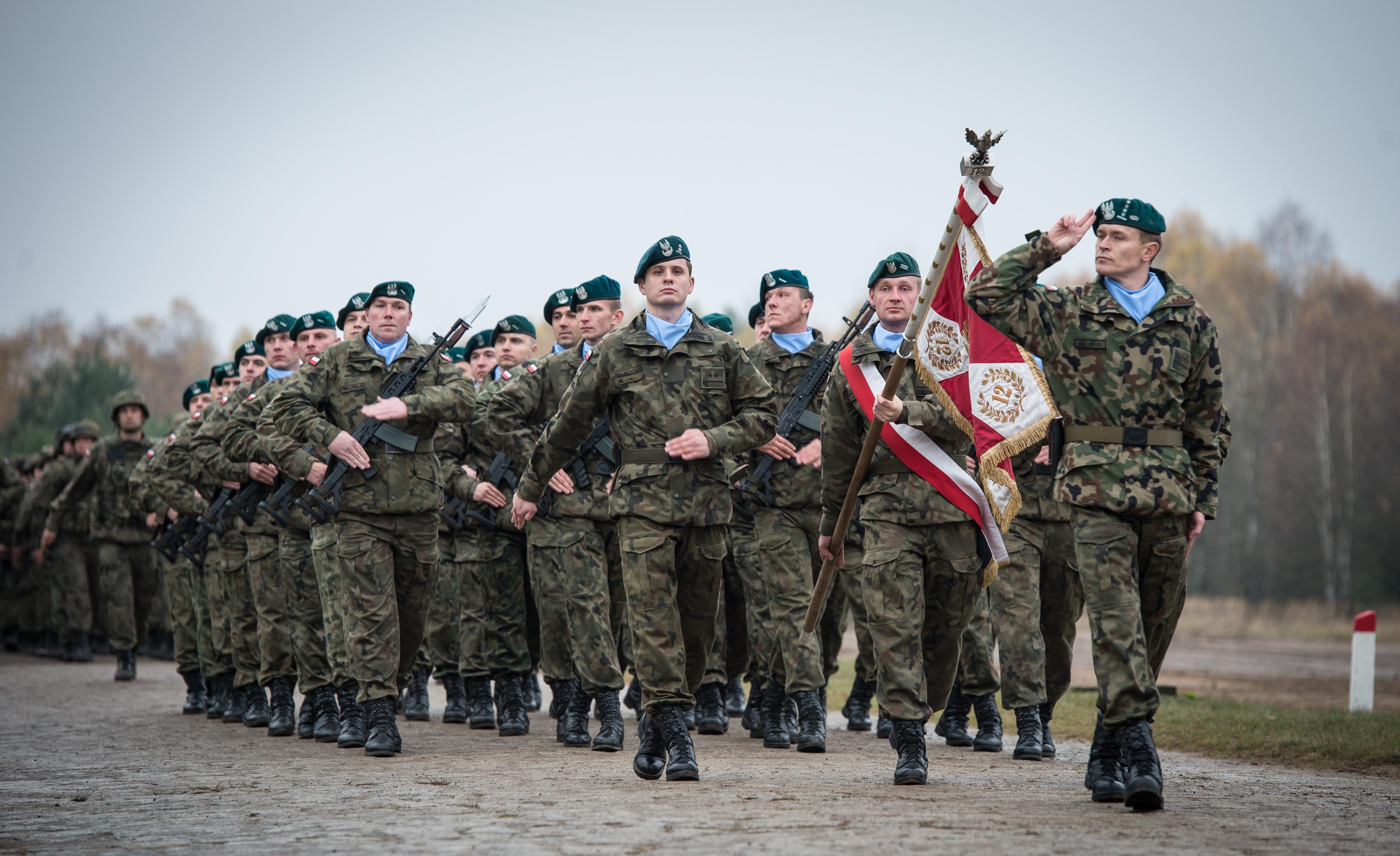
Maszeruje pododdział 12 Dywizji Zmechanizowanej wraz z pocztem sztandarowym

12 Szczecińska Dywizja Zmechanizowana im. Bolesława Krzywoustego (12 DZ, 12 SDZ) – związek taktyczny Sił Zbrojnych Rzeczypospolitej Polskiej.

## Formowanie i zmiany organizacyjne
12 Dywizja Zmechanizowana powstała w 1958 z przeformowania 12 Dywizji Piechoty. Dowodzenie tą jednostką powierzono gen. Wojciechowi Jaruzelskiemu. Dywizja podlegała dowódcy Pomorskiego Okręgu Wojskowego. Do 1990 r., na czas wojny, dywizja wchodziła w skład 1 Armii Ogólnowojskowej tworzonej z jednostek operacyjnych Pomorskiego Okręgu Wojskowego.
W lipcu 1961 przeniesiono dywizję na etaty wojenno-pokojowe.
W drugiej połowie 1967 dywizja przeszła na nowe „etaty pokojowo – wojenne”.  W zmienionej strukturze w miejsce dywizjonu artylerii przeciwlotniczej utworzono pułk, na bazie  batalionu transportowego, dywizyjnego punktu zaopatrzenia i piekarni polowej zorganizowano batalion zaopatrzenia, a kasę polową i stację pocztową włączono do dowództwa dywizji. W pułku zmechanizowanym znajdowały się trzy bataliony piechoty zmotoryzowanej, batalion czołgów, artyleria pułkowa (bateria haubic 122 mm, bateria przeciwpancerna), kompanie: rozpoznawcza, saperów, łączności, medyczna, remontowa i transportowa oraz plutony: chemiczny, przeciwlotniczy, remontu uzbrojenia i regulacji ruchu. Pułk liczył 1636 żołnierzy. Jego uzbrojenie stanowiło: 31 czołgów średnich, 79 transporterów opancerzonych SKOT, 11 opancerzonych samochodów rozpoznawczych BRDM-1, 3 samobieżne wyrzutnie ppk „Trzmiel”, 6 haubic 122 mm, 9 armat przeciwpancernych 85 mm, 9 moździerzy 120 mm, 9 moździerzy 85 mm, 6 dział bezodrzutowych 82 mm.
9 maja 1975 Rada Państwa nadała 12 Dywizji Zmechanizowanej im. Armii Ludowej  Order Sztandaru Pracy I klasy. Sztandar dywizji udekorował minister obrony narodowej, gen. armii Wojciech Jaruzelski. 
W latach 80. XX wieku sztab dywizji używał kryptonimu „Meteor”.
Z dniem 15 kwietnia 1994 roku Minister Obrony Narodowej Piotr Kołodziejczyk polecił 12 Dywizji Zmechanizowanej przyjąć nazwę wyróżniającą „Szczecińska” oraz imię Bolesława Krzywoustego.
Na podstawie zarządzenia szefa Sztabu Generalnego nr 086/Org. z 19 grudnia 1994 rozpoczął się proces przejścia dywizji na strukturę brygadową.
W 1999 dywizja weszła w operacyjne podporządkowanie Wielonarodowego Korpusu Północ-Wschód. Po zredukowaniu w 2001 jej stanu liczebnego z 12 tys. do 7 tys. żołnierzy, została przeznaczona do działań w operacjach reagowania kryzysowego. W latach 2001–2004 dywizja wchodziła w skład 1 Korpusu Zmechanizowanego.
W 2003/2004, 2006 i 2008 dywizja była jednostką ramową PKW Irak, a w 2007/2009 i 2012 PKW Afganistan.
W wyniku reformy struktur dowodzenia od 1 stycznia 2014 roku dywizja podlega Dowództwu Generalnemu Rodzajów Sił Zbrojnych.
Decyzją nr 231/MON Ministra Obrony Narodowej z dnia 23 czerwca 2015 roku wprowadzono dla dywizji odznakę pamiątkową

## Dywizja w wydarzeniach grudniowych 1970 roku
W godzinach rannych 15 grudnia 1970 roku dowódca POW gen. dyw. Józef Kamiński wprowadził dla oddziałów dywizji stan podwyższonej gotowości bojowej. Działając na prośbę I sekretarza KW PZPR w Szczecinie, Antoniego Walaszka, polecił dowódcy 12 DZ płk. Mieczysławowi Urbańskiemu opracowanie, wspólnie z władzami polityczno-administracyjnymi, planu przedsięwzięć zmierzających do przygotowania ochrony najważniejszych obiektów i instytucji państwowych na terenie Szczecina. W myśl planu dowódca 12 DZ podporządkował sobie wszystkie jednostki garnizonu Szczecin.
17 grudnia w godzinach przedpołudniowych po strajkach i wiecach w Stoczni im. Adolfa Warskiego, w Stoczni Remontowej Gryfia i kilku innych zakładach część robotników wyszła na ulice. W tej sytuacji dowódca 12 DZ, po uzgodnieniu z zastępcą dowódcy POW do spraw liniowych gen. bryg. Piotrem Przyłuckim oraz zastępcą szefa Sztabu Generalnego WP gen. dyw. Eugeniuszem Molczykiem, postawił dowódcy 5 pz płk. Henrykowi Ziemiańskiemu zadanie zorganizowania ochrony budynku KW PZPR. Zgodnie z zaleceniem wydzielone siły 5 pz zgrupowane zostały na podwórzu obiektu, by dopóki będzie to możliwe – utrzymać w tajemnicy wprowadzenie do akcji wojsk operacyjnych. Wejście tych żołnierzy do działań nastąpiło około godziny 13.00, czyli wówczas, gdy mniej więcej 5-tysięczny tłum zaatakował gmach KW PZPR, obrzucając go kamieniami i butelkami z benzyną.
Żołnierze uniemożliwili demonstrantom wdarcie się do budynku. Przebywający w podpalonym gmachu pracownicy KW mieli odcięty przez płomienie odwrót. Sekretarz KW Łochowicz uratował się skacząc z III piętra na dach sali konferencyjnej, gdzie znieśli go żołnierze i wozem dowódcy 5 pz przewieźli do 109 Wojskowego Szpitala Garnizonowego. Żołnierzom udało się wyprowadzić z płonącego gmachu wszystkie osoby.
Do pomocy żołnierzom 5 pz skierowano w rejon KW PZPR pododdziały 16 batalionu rozpoznawczego i 12 pułku pontonowego. Około 14.30 atak tłumu skierował się na gmach Komendy Wojewódzkiej MO. Dowódca 12 DZ skierował do obrony KW MO siły 5 pz i 41 pz, 16 brozp, 12 bpont, batalionu szkolnego WOP, batalionu 12 ppont i batalionu czołgów 5 pz. Do budynku KW MO bez powodzenia usiłowały dotrzeć grupy transporterów opancerzonych. Dopiero wprowadzenie do akcji 2 batalionu 41 pz oraz 16 brozp, pozwoliło na przedarcie się części sił pod gmach KW MO i ewakuowanie przez tylne wyjście chroniącego się tam sekretariatu i 24 pracowników KW PZPR, komendanta KW MO i jego zastępcy do spraw bezpieczeństwa.
Około godziny 14.30, część demonstrantów zaatakowała budynek Prezydium MRN i podpaliła Archiwum Wydziału Oświaty MRN. W wyniku zdecydowanej postawy kompanii szkolnej 5 pz demonstrantów rozproszono i do godzin wieczornych pożar został ugaszony, a gmach PMRN zabezpieczony przed dewastacją. Mimo podpalenia wozów bojowych i realnego zagrożenia spaleniem załóg żołnierze strzelali amunicją bojową tylko w powietrze. Po rozproszeniu demonstrantów pododdziały wojska przystąpiły do blokowania ulic i placów w rejonie KW PZPR, KW MO i PMRN.
Około 16.30 około dwa i pół tysiąca ludzi zaatakowało więzienie i Prokuraturę Wojewódzką, ochraniane przez pododdziały 124 paplot i 36 pułk inżynieryjno-budowlany. Podpalone zostały bramy więzienia i wejście do Prokuratury Wojewódzkiej. Atakujący tłum nie reagował na salwy ostrzegawcze. W tym czasie strażnicy więzienia zaczęli z wież obserwacyjnych strzelać do atakujących. Kilka osób cywilnych zostało zabitych, kilka zaś rannych. Do wzmocnienia pododdziałów broniących więzienia skierowano dwie kompanie z 25 pcz. Zołnierze 36 pib opanowali stację CPN przy ul. Kopernika, gdzie demonstranci zaopatrywali się w benzynę używaną do tworzenia środków zapalających w walce z siłami porządkowymi. W godzinach wieczornych 17 grudnia do Szczecina przybył 9 pz.
W późnych godzinach wieczornych sytuacja na ulicach miasta została opanowana. Od strzałów z broni strzeleckiej i pokładowej śmierć poniosło 11 osób, a jedna zginęła pod kołami SKOT-a. Działania przeniosły się do Stoczni im. Warskiego i Stoczni Remontowej. Pododdziały wojska na teren obu stoczni przetransportowano do godziny 4.00 18 grudnia. Miały one blokować stocznie oraz przylegające do nich, rozmieszczone na wschodnim brzegu Odry zakłady.
18 grudnia przez cały dzień w rejonie placu Żołnierza, KW PZPR i Poczty Głównej gromadziły się tłumy. Każdorazowo rozpraszały je pododdziały 41 pz i 16 brozp. Pozostający w odwodzie 17 bsap był kilkakrotnie używany do zapobiegania grabieży i dewastacji placówek handlowych i obiektów państwowych.
Około 8.00 wzmocnione czołgami pododdziały 12 pułku pontonowego i 16 batalionu pontonowego, blokujące podejścia do bramy Stoczni im. Warskiego zostały zaatakowane przez tłum wychodzący ze stoczni i nadciągający od strony miasta. Demonstranci podpalili czołg, kilka transporterów opancerzonych i obrzucili żołnierzy kamieniami. Żołnierze użyli świec łzawiących oraz oddali salwę ostrzegawczą z broni strzeleckiej.
W wyniku prowadzonych przez oficerów 12 DZ rozmów nie dopuszczono do wyjścia na ulice miasta załóg MPK i Szczecińskiej Fabryki Mechanizmów Samochodowych Polmo, blokowanych przez siły 2 pa i 12 batalionu remontowego. Niestety, propozycja udziału oficerów 12 DZ w bezpośrednich spotkaniach z załogami stoczni i innych zakładów nie została zaakceptowana przez władze partyjne województwa.
W mieście 21 grudnia w zasadzie panował spokój. Wojsko blokowało od strony lądu Stocznię im. Warskiego, ulice chronione były przez patrole wojskowe. Sytuacja radykalnie zmieniła się o godzinie 14.00 po przyjeździe do miasta członka BP KC PZPR Piotra Jaroszewicza, sekretarza KC Jana Szydlaka, wicepremiera Franciszka Kaima i ministra żeglugi Jerzego Szopy. Zgodnie z koncepcją, opracowaną przez Jaroszewicza i Szydlaka przy współudziale gen. Tuczapskiego, nakazano całkowicie zablokować Stocznię im. Warskiego. W tym celu w nocy z 21 na 22 grudnia 1970 roku ściągnięto ze Świnoujścia okręt desantowy, trałowiec, sześć kutrów trałowych i dwa ścigacze WOP i nimi zablokowano wyjścia ze stoczni na kanały portowe. W trakcie tych działań oświetlano stocznię reflektorami wojskowymi, zrzucano ze śmigłowców ulotki i przez wojskowe rozgłośnie elektroakustyczne nadawano specjalnie opracowany materiał propagandowo-agitacyjny. Działania te przyczyniły się zakończenia strajku 22 grudnia 1970 roku. Do godzin rannych 23 grudnia 1970 roku jednostki wojskowe powróciły do koszar. Pozostawiono jednak na ulicach patrole. Część 124 paplot ochraniała jeszcze areszt śledczy, prokuraturę wojewódzką, oraz KM MO i stację CPN przy ul. Gdańskiej.
Do działań na terenie Szczecina 12 DZ wydzieliła 4591 ludzi, w tym 416 oficerów, 27 chorążych, 291 podoficerów zawodowych i 3857 żołnierzy zasadniczej służby wojskowej. Inne jednostki garnizonu podporządkowane na czas akcji dowódcy 12 DZ wydzieliły 3711 ludzi, w tym 378 oficerów, 12 chorążych, 131 podoficerów zawodowych i 3190 żołnierzy zasadniczej służby wojskowej. Łącznie zaangażowano 8302 osoby, w tym 794 oficerów, 39 chorążych, 422 podoficerów zawodowych i 7047 żołnierzy zasadniczej służby wojskowej.
Oddziały 12 DZ użyły 582 pojazdy, w tym 141 czołgów, 207 transporterów opancerzonych, 234 samochody, a jednostki garnizonu: 175 pojazdów, w tym 10 transporterów opancerzonych i 165 samochodów, oraz 4 okręty wojenne. Łącznie do akcji użyto 141 czołgów, 217 transporterów opancerzonych, 399 samochodów i 4 okręty.

## Tradycje

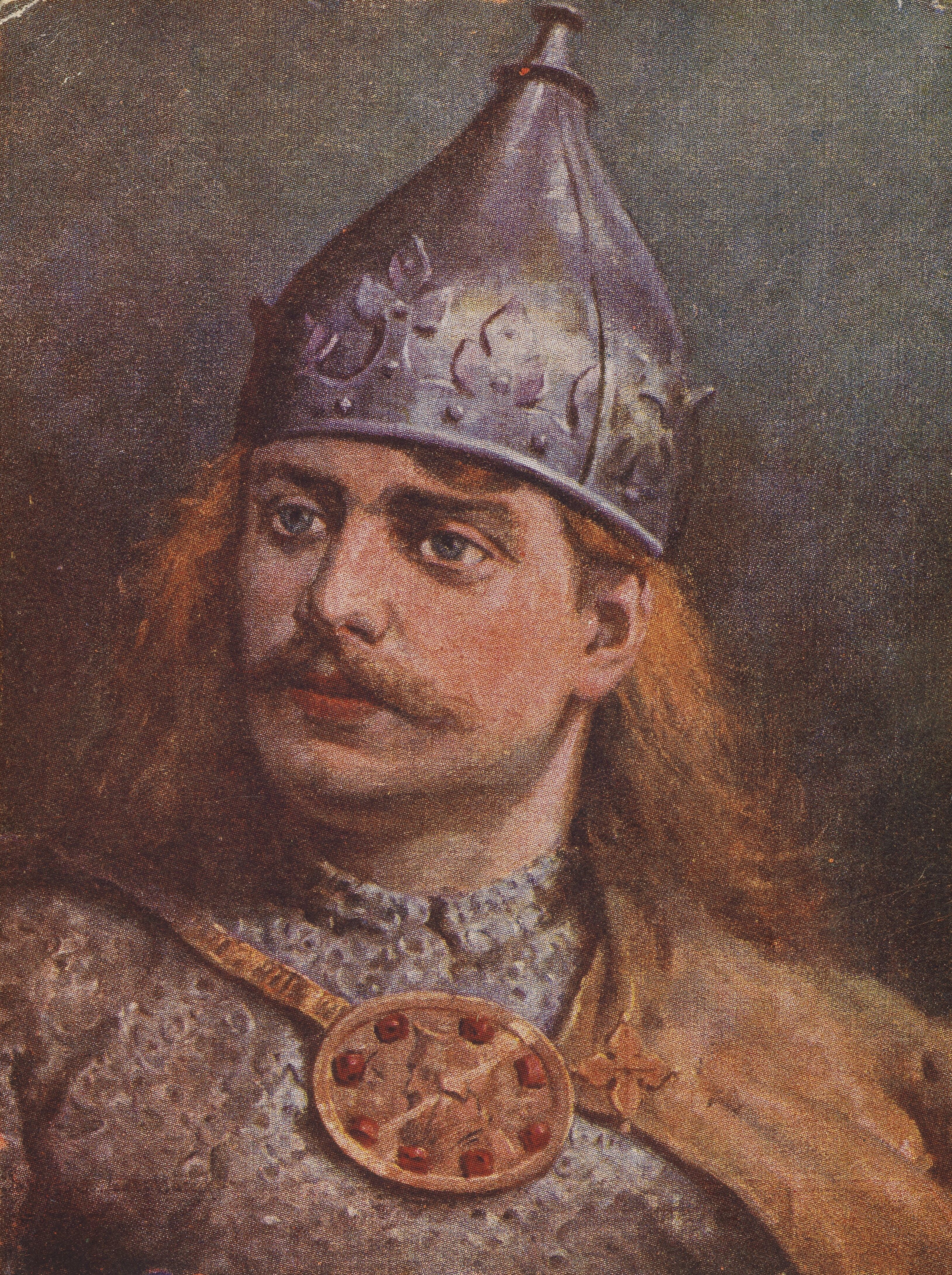
Bolesław Krzywousty – patron dywizji

Zgodnie z Decyzją Ministra Obrony Narodowej nr 88 z 16 marca 2009 dywizja przejęła tradycje:
- 6 Dywizji Strzelców Polskich Armii gen. Józefa Hallera (1919)
- 12 Dywizji Piechoty (1919–1939)
- 12 Dywizji Piechoty Armii Krajowej (1944)
- 12 Dywizji Piechoty (1945–1958)
- 12 Dywizji Zmechanizowanej (1958–1994)

Odznaka pamiątkowa 12 DZ
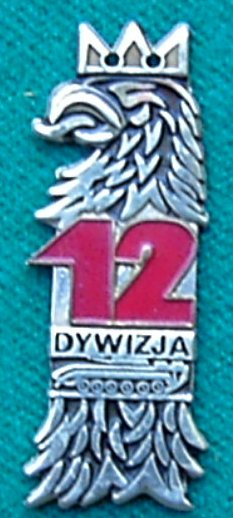
do 2005
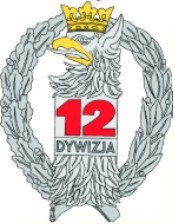
2005–2015
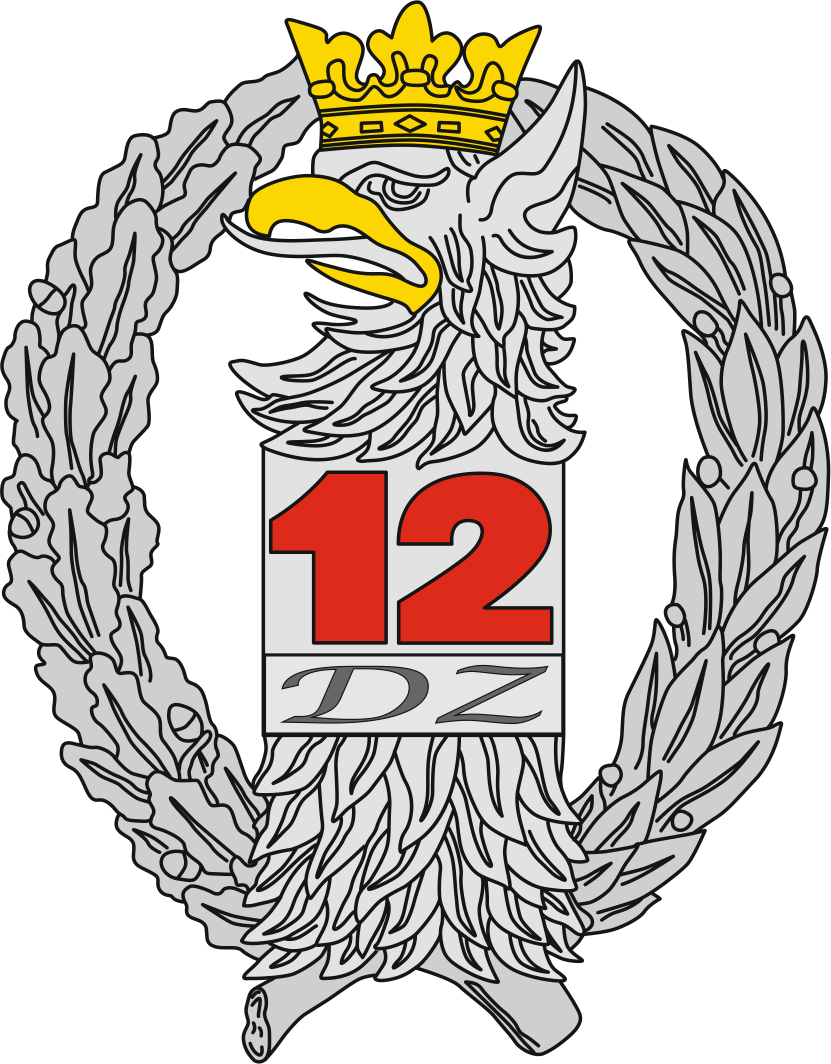
od 2015

## Struktura organizacyjna (2010)
| Struktura organizacyjna dywizji w poszczególnych latach | Struktura organizacyjna dywizji w poszczególnych latach | Struktura organizacyjna dywizji w poszczególnych latach |
| 2010                                                    | 2016                                                    | 2024                                                    |
| ------------------------------------------------------- | ------------------------------------------------------- | ------------------------------------------------------- |
| Dowództwo 12 Dywizji Zmechanizowanej w Szczecinie       |                                                         |                                                         |
| 2 Brygada Zmechanizowana                                | 2 Brygada Zmechanizowana                                | 2 Brygada Zmechanizowana                                |
| 7 Brygada Obrony Wybrzeża                               | 7 Brygada Obrony Wybrzeża                               | 7 Brygada Obrony Wybrzeża                               |
| 12 Brygada Zmechanizowana                               | 12 Brygada Zmechanizowana                               | 12 Brygada Zmechanizowana                               |
| 12 batalion dowodzenia                                  | 12 batalion dowodzenia                                  | 12 batalion dowodzenia                                  |
| 8 pułk przeciwlotniczy                                  | 8 pułk przeciwlotniczy                                  | 8 pułk przeciwlotniczy                                  |
| 2 pułk artylerii                                        | 5 pułk artylerii                                        | 5 pułk artylerii                                        |
| 8 batalion remontowy                                    |                                                         | 12 pułk logistyczny                                     |
| 3 pułk przeciwlotniczy                                  |                                                         |                                                         |
| 2 batalion rozpoznawczy                                 |                                                         |                                                         |
| 2 batalion saperów                                      |                                                         |                                                         |
| 12 batalion zaopatrzenia                                |                                                         |                                                         |
| 12 kompania chemiczna                                   |                                                         |                                                         |

## Uzbrojenie
- czołgi PT-91 Twardy

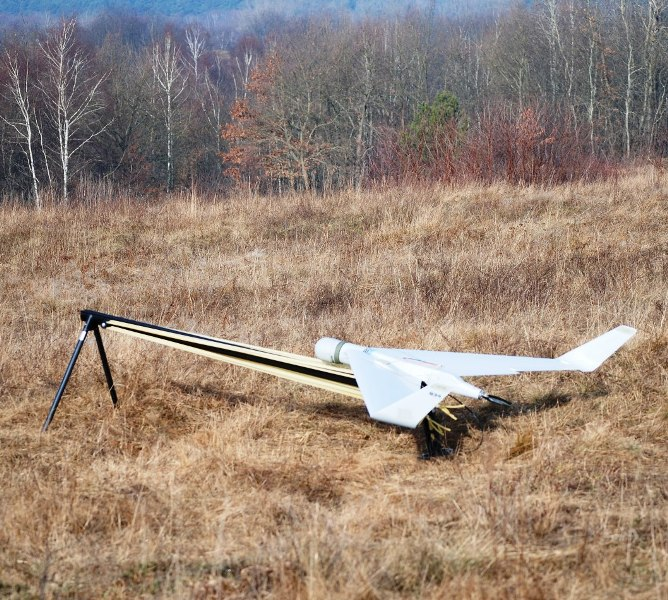
Aeronautics Orbiter

- kołowe transportery opancerzone KTO Rosomak, bojowe wozy piechoty BWP-1,
- opancerzone samochody rozpoznawcze BRDM-2,
- przeciwlotnicze zestawy rakietowe KUB, KUB-M,
- przeciwlotnicze zestawy rakietowe OSA-AK.
- wyrzutnie rakietowe WR-40 Langusta, BM-21 Grad
- artyleria samobieżna AHS Krab, Dana, Goździk

## Jednostki dywizji, które rozformowano
- 5 Kołobrzeski Pułk Zmechanizowany im. Otokara Jaroša – do 1995
- 9 Zaodrzański Pułk Zmechanizowany – do 1995
- 41 Pułk Zmechanizowany im. Lachowicza – do 1995
- 25 Drezdeński Pułk Czołgów Średnich – do 31 grudnia 1990
- 29 Szczecińska Brygada Zmechanizowana im. Króla Stefana Batorego – do 1 stycznia 1998
- 6 Brygada Kawalerii Pancernej im. gen.bryg. Konstantego Plisowskiego (rozformowana do 30 czerwca 2007)
- 36 Brygada Zmechanizowana (rozformowana do 31 grudnia 2008)
- 124 Pułk Artylerii Przeciwlotniczej – przeformowany w 3 Pułk Przeciwlotniczy
- 12 Batalion Remontowy – przeformowany w 7 Rejonowe Warsztaty Techniczne
- 22 Dywizjon Rakiet Taktycznych
- 12 Batalion Medyczny
- 12 Kompania Chemiczna rozformowana do 31 grudnia 2010

## Żołnierze dywizji
| Dowódcy dywizji                  | Dowódcy dywizji          |
| -------------------------------- | ------------------------ |
| Stopień, imię i nazwisko         | Okres pełnienia służby   |
| gen. bryg. Wojciech Jaruzelski   | 1957–1960                |
| gen. bryg. Aleksander Jankowski  | 1960–1962                |
| gen. bryg. Józef Stebelski       | 1962–1964                |
| gen. bryg. Stanisław Antos       | 1964–1968                |
| płk dypl. Tadeusz Kopiec         | 1968–1969                |
| gen. bryg. Mieczysław Urbański   | 1969–1973                |
| gen. bryg. Kazimierz Leśniak     | 1973–1976                |
| płk dypl. Florian Bogacki        | 1976–1978                |
| gen. bryg. Jan Kuriata           | 1978–1980                |
| gen. bryg. Henryk Szumski        | 1980–1984                |
| płk dypl. Jerzy Słowiński        | 1984–1987                |
| gen. bryg. Antoni Walczak        | 1987–1989                |
| gen. bryg. Bolesław Balcerowicz  | 1989–1991                |
| gen. bryg. Andrzej Ekiert        | 1991–1994                |
| płk dypl. Andrzej Lelewski       | 1994–1997                |
| gen. bryg. Mieczysław Stachowiak | 1997–2000                |
| płk dypl. Ryszard Chwastek       | 2000–2002                |
| gen. dyw. Marek Samarcew         | 2002–2005                |
| gen. dyw. Stanisław Nowakowicz   | 2005–2006                |
| gen. bryg. Jerzy Michałowski     | 2006–2007                |
| gen. dyw. Andrzej Malinowski     | 2007–15 IV 2009          |
| gen. dyw. Marek Tomaszycki       | od 9 VII 2009–16.11.2011 |
| gen. dyw. Ireneusz Bartniak      | 17.11.2011–25.08.2013    |
| gen. dyw. Marek Mecherzyński     | 26.08.2013–22.11.2015    |
| gen. bryg. Andrzej Reudowicz     | 23.11.2015–02.05.2016    |
| gen. dyw. Rajmund Andrzejczak    | 03.05.2016–29.06.2018    |
| gen. dyw. Maciej Jabłoński       | 29.06.2018–01.10.2020    |
| gen. dyw. Dariusz Parylak        | 01.10.2020–01.10.2022    |
| gen. dyw. Szymon Koziatek        | 01.10.2022–              |